# Морнелл, Сара
Са́ра Морне́лл (англ. Sara Mornell; 1970) — американская актриса

, режиссёр, сценаристка, продюсер, писательница и коуч.

## Биография
Сара Морнелл родилась в 1970 году. Морнелл окончила San Francisco University High School. Морнелл училась в Университете Карнеги-Меллона. Она известна своими телевизионными ролями Кэрол Тоби в «Справедливая Эми» (2000—2001) и Анитой в Беккере (2000—2001). У неё было несколько выступлений в других телевизионных сериалах, таких как «Нас пятеро» (1995), «Звёздный путь: Глубокий космос 9» (1995), «Палм-Бич Дуо» (1996), «Без следа» (2004).
Фильмы, в которых она играла, включают в себя Plan B (1997), Kilroy (1999), Python (2000), Time to Live (2012) и Scratch (2013).

## Избранная фильмография
| Год       |   | Русское название                 | Оригинальное название      | Роль                                          |
| --------- | - | -------------------------------- | -------------------------- | --------------------------------------------- |
| 1995      | с | Нас пятеро                       | Party of Five              | Памела Раш                                    |
| 1995      | с | Звёздный путь: Глубокий космос 9 | Star Trek: Deep Space Nine | Сарита Карсон                                 |
| 1995—1998 | с | Boенно-юридическая служба        | JAG                        | Лори Андерсон / Лейтенант Энн «ГоуГоу» Биндер |
| 1998      | с | Золотые крылья Пенсаколы         | Pensacola: Wings of Gold   | Эшли МакРиди / Вероник                        |
| 1999      | с | Скорая помощь                    | ER                         | Робин Гамбрелл                                |
| 2000      | с | Дарма и Грег                     | Dharma & Greg              | Эллен                                         |
| 2000—2001 | с | Справедливая Эми                 | Judging Amy                | Кэрол Тоби                                    |
| 2002      | с | Клиент всегда мёртв              | Six Feet Under             | Джессика Шапиро                               |
| 2004      | с | Без следа                        | Without a Trace            | Миссис Уилсон                                 |
| 2010      | с | Обмани меня                      | Lie to Me                  | Джанин                                        |